# وسلی کو
وسلی کو (انگلیسی: Wesley Coe; may 8, 1879 – ۲۴ دسامبر ۱۹۲۶) ورزشکار دو و میدانی اهل ایالات متحده آمریکا بود.